# European Register of Microform and Digital Masters
Das European Register of Microform and Digital Masters (EROMM) ist ein 1994 gegründetes Konsortium von Bibliotheken und Bibliotheksverbünden zur internationalen Koordination von Aktivitäten bei der Erstellung von Digitalisaten und Mikroformen. Durch eine dazu erstellte, frei verfügbare Datenbank sollen die Zugänglichkeit zu diesen Schutz- oder Ersatzformen verbessert und unnötige Doppelarbeit vermieden werden. Außerdem werden dadurch auch Wissenschaftler und Studierende bei der Arbeit mit Sekundärformen unterstützt.

## Mitglieder
Derzeit gehören 13 Institutionen EROMM als Mitglieder an. Gründungsmitglieder sind die Biblioteca Nacional de Portugal (Lissabon), Bibliothèque nationale de France (Paris), British Library (London) und die Niedersächsische Staats- und Universitätsbibliothek Göttingen. Weitere Mitglieder sind die Kantons- und Universitätsbibliothek Lausanne (Lausanne-Dorigny), die Königliche Bibliothek Belgiens (Brüssel), die ETH-Bibliothek (Zürich), der Gemeinsame Bibliotheksverbund (Göttingen), Finnische Nationalbibliothek (Helsinki), Dänische Königliche Bibliothek (Kopenhagen), Königliche Bibliothek der Niederlande (Den Haag), Königliche Bibliothek zu Stockholm (Stockholm) und Nationalbibliothek der Tschechischen Republik (Prag).

## Inhalt
Die EROMM-Daten enthalten Informationen über Sekundärformen, die auf einer großen Zahl von verschiedenartigen Originalen wie zum Beispiel Büchern, Zeitschriften, Handschriften, Landkarten, Plakaten und Postern sowie Inschriften und Noten beruhen. Nicht enthalten sind primär erzeugte ("born digitals") E-Medien wie elektronische Zeitschriften, E-Books und ebenso wenig Informationen zu nicht-textlichen Gegenständen wie Bildern, Fotos oder dreidimensionalen Objekten (Artefakte, Kunstwerke). Die Zahl der über EROMM erreichbaren Reproduktionen liegt derzeit bei über 48 Millionen Titeln. Durch die Berücksichtigungen der großen Bestände des Internet Archive bietet EROMM einen Mehrwert gegenüber anderen vergleichbaren Diensten.

## Suche
Anfragen in EROMM ergeben zwei Ergebnismengen, zum einen als "EROMM Classic", zum anderen als "EROMM Web Search". Sie stehen für zwei verschiedene Datenbanken, die EROMM unter einer Oberfläche zusammenfasst. EROMM Classic liefert maximal fünf Datensätze aus der gesamten Ergebnismenge der EROMM-Datenbank, die differenzierte Informationen über die jeweiligen Gegenstände enthalten. EROMM Web Search ist dagegen eine Suchmaschine für Digitalisate. Im Vergleich zu EROMM Classic deckt es auch Quellen mit weniger detaillierten bibliografischen Beschreibungen ab. Die Suche in diesem Datenpool liefert immer die volle Ergebnismenge (in Blöcken von je 10 Treffern). Die besondere Nützlichkeit der EROMM-Suche gegenüber anderen Katalogen und Suchmaschinen liegt in der bewussten Einschränkung auf Reproduktionen von Schriftgut (Sekundärformen), was bei entsprechenden Anfragen in dieser Hinsicht eine hohe Präzision der Treffer bewirkt; außerdem werden auch auf Webseiten versteckte Ressourcen auf diesem Weg zugänglich gemacht.